# نيكيتا بولياكوف
نيكيتا بولياكوف (مواليد 16 مايو 1986) هو سبّاح أوزبكستاني، مثّل بلاده في الألعاب الأولمبية الصيفية 2004.

## روابط خارجية
نيكيتا بولياكوف على موقع الاتحاد الدولي للسباحة (الإنجليزية)
- نيكيتا بولياكوف على موقع أوليمبيديا (الإنجليزية)